# Bratislav
Bratislav je moško osebno ime.

## Izvor imena
Ime Bratislav je različica imen Bratko.

## Tujejezikovne oblike imena
- pri Čehih: Bratislav
- pri Madžarih: Boroszló

## Pogostost imena
Po podatkih Statističnega urada Republike Slovenije je bilo na dan 31. decembra 2007 v Sloveniji število moških oseb z imenom Bratislav:44.

## Osebni praznik
V koledarju je ime Bratislav zapisano 10. januarja in 29. septembra.